# Жук Михайло Іванович
Михайло Іванович Жук (2 жовтня 1883, Каховка — 7 червня 1964, Одеса) — український графік, живописець, кераміст, поет, перекладач і педагог; член Асоціації революційного мистецтва України, Асоціації художників Червоної України у 1920-х роках та Спілки художників України з 1947 року; проректор Одеського художнього інституту.

## Біографія

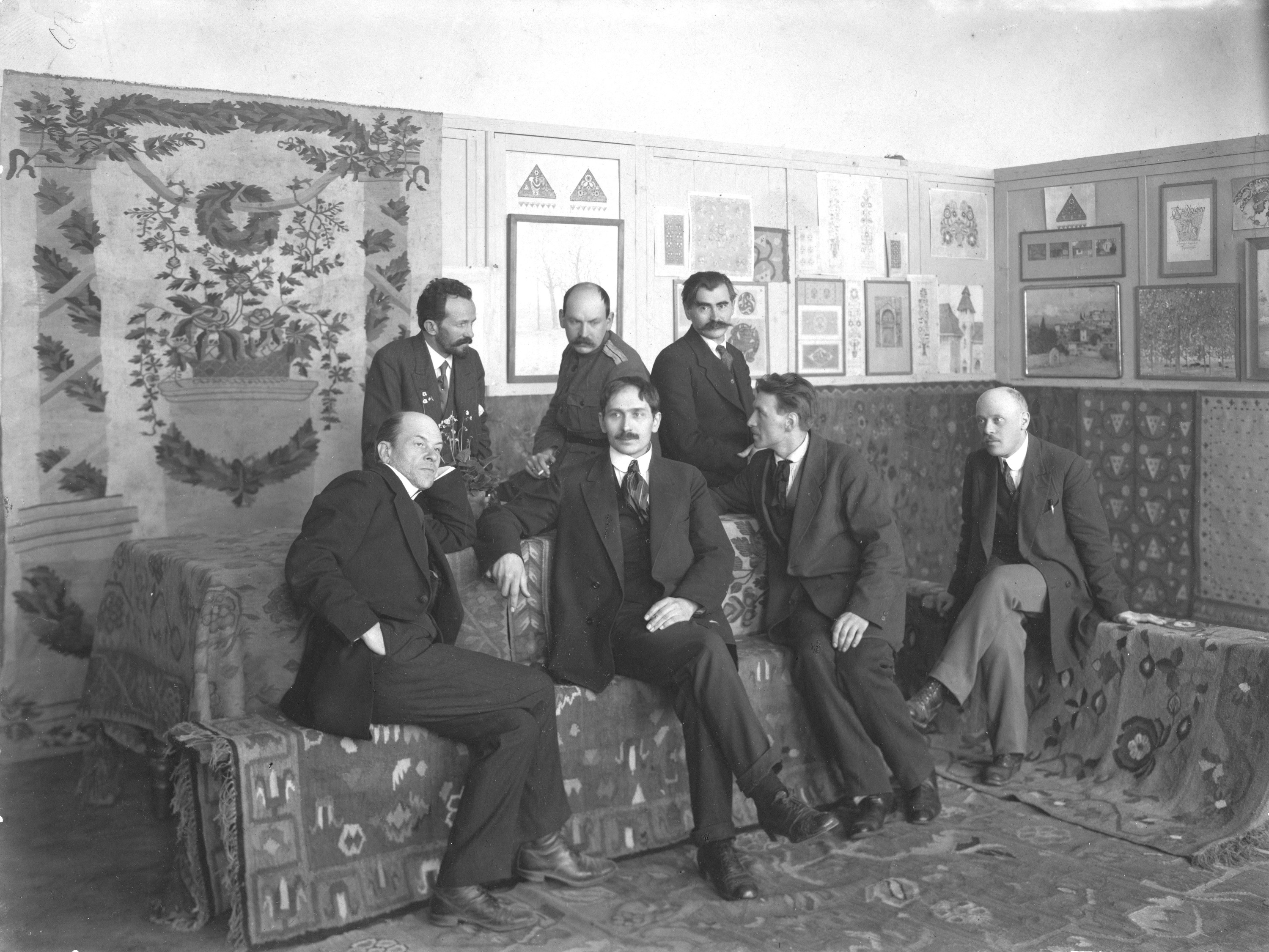
Михайло Жук (крайній справа) і засновники Української академії мистецтв. Київ, грудень 1917.

Народився 20 вересня [2 жовтня] 1883 року у місті Каховці (тепер Херсонська область, Україна) в сім'ї робітника-маляра. Рано розпочав трудове життя. З восьми років працював на сезонних роботах. У 9-річному віці його віддали на навчання до місцевого майстра Меліхова, де він фарбував паркани, підмальовував вивіски та образи, викреслював паркети на підлогах.
У 1896—1899 роках навчався у Київській малювальній школі у Олександра Мурашка; у 1899—1900 роках студіював у Московському училищі живопису, скульптури та архітектури (викладачі Костянтин Коровін, Валентин Сєров). 1904 року із срібною медаллю закінчив Краківську академію мистецтв де навчався у Станіслава Виспянського, Яна Станіславського, Юзефа Мегоффера.
У 1905—1916 роках викладав у Чернігівській приватній жіночій гімназії (вчитель малювання) та у духовній семінарії (серед його учнів був Павло Тичина). З 1917 по 1919 рік жив у Києві; 1917 року був одним із професорів-фундаторів Української академії мистецтв.
У 1919—1925 роках знову у Чернігові. У місті зберігся будинок, в якому в цей період жив художник. З 1925 року в Одесі — професор, у 1925—1932 роках — керівник графічної та керамічної майстерень художнього інституту; у 1932—1955 роках, з перервами — викладач малюнку, графіки та кераміки у художньому училищі.
Помер 7 червня 1964 року в Одесі та був похований на Другому християнському кладовищі (ділянка № 14).

## Мистецька діяльність

### Художня творчість
Працював у галузі станкового живопису, книжкової і станкової графіки (малював у техніці дереворита, офорта, ксилографії), художньої кераміки (з кінця 1930-х років), плаката, екслібриса. Створив низку графічних панно, присвячених природі, зокрема рослинному світу. Серед робіт:
- «Яр на околиці Чернігова» (1895);
- «Пейзаж з озером» (1899);
- «Дівчина у кріслі» (1902);
- «Гуцул» (1902);
- «Жіночий портрет» (1903);
- «Дівчина в польському костюмі» (1903);
- «Жоржини» (1907, натюрморт; гуаш; Чернігівський літературно-меморіальний музей-заповідник М. М. Коцюбинського);
- «Портрет батька» (1908, пастель);
- «Чорне і біле» (1912);
- «Казка» (1914);
- «Син» (1915);
- «Хризантеми» (1919, вугілля, акварель);
- «Вид Московської області» (1919, пейзаж);
- «Син» (1920);
- «Автопортрети» (1928, суха голка; 1932; 1940-ві);
- «Жіночий портрет» (1928, суха голка);
- «Тюльпани» (1928, акварель);
- ескізи розписів кераміки для порцелянових заводів Дулевського та інших (1930—1952).

панно
- «Гвоздика» (1908);
- «Каштан» (1908);
- «Лілеї» (1908);
- «Біле та чорне» (1912—1914, вугілля, пастель);
- «Казка» (1914, вугілля, акварель);
- «Чорнобривці» (1929);
- «Хризантеми» (1929);
- «Квіти» (1929);

плакати
- «К. Маркс» (1920);
- «Хто здав продподаток — обмінює лишки в кооперативі на крам» (1921);
- «Тільки серп і молот знищать смерть і голод» (1921);
- «Заплати загальногромадський податок на зміцнення селянського господарства» (1922);
- «Пятый Октябрь» (1922);

Намалював портрети відомих українських діячів літератури та мистецтва:
- Миколи Біляшівського (1903, вугілля);
- Богдана Лепкого (1903);
- Михайла Коцюбинського (1907, пастель; 1909, олія; обидва — Чернігівський літературно-меморіальний музей-заповідник М. М. Коцюбинського);
- Іллі Шрага (1911, пастель);
- Миколи Шрага (1915, пастель);
- Вадима Модзалевського (1916, пастель);
- Леся Курбаса (1918, 1919);
- Василя Чумака (1918—1919);
- Миколи Лисенка (1919);
- Павла Тичини (1919);
- Олекси Слісаренка (1919);
- Дмитра Загула (1919);
- Юрія Меженка (1919);
- Дмитра Тася (1919, вугілля, сангіна, акварель);
- Григорія Сковороди (1920, 1925);
- Лесі Українки (1920);
- Миколи Хвильового (1925);
- Володимира Сосюри (1925, вугілля, акварель);
- Миколи Зерова (1925);
- Івана Нечуя-Левицького (1925);
- Пантелеймона Куліша (1925);
- Марка Вовчка (1925);
- Івана Франка (1925, літографія; 1927, туш, перо; Національний художній музей України);
- Михайла Коцюбинського (1925; 1929);
- Наталії Ужвій (1926,, силует; туш, акварель);
- Григорія Комара (1927, картон)[4];
- Володимира Винниченка (1928);
- Василя Василька (1928);
- Миколи Бажана (1929, силует, туш, бістр);
- Василя Блакитного (1929);
- Тараса Шевченка (1931);
- Олекси Новаківського (1932);
- Федора Кричевського (1932, офорт);
- Георгія Нарбута (1932);
- Віктора Пальмова (1932);
- Миколи Бурачека (1932);
- Михайла Бойчука (1932);
- Юхима Михайлова (1932);
- Миколи Пимоненка (1932, офорт);
- Миколи Ґе (1932);
- Марка Вороного (1930—1932).

Ілюстрував твори українських письменників. Оформив книгу «300 кращих українських пісень» (1904). У 1928 році виконав ювілейну поштову марку на честь Коцюбинського.
Брав участь у мистецьких виставках з 1903 року (перша відбулася у Кракові). Персональні відбулися у Києві у 1904 (в залах Міського музею) і 1987 (посмертна) роках, Одесі у 1977 і 1993 роках (посмертні).
Роботи художника зберігаються в Національному художньому музеї України, Чернігівському, Запорізькому, Херсонському, Харківському, Одеському художніх музеях, Музеї сучасного мистецтва Одеси, Історико-меморіальному музеї М. Грушевського у Львові, Вінницькому літературно-меморіальному музеї М. М. Коцюбинського.

### Літературна творчість
У 1905—1906 роках писав прозу й поезію. Перші літературні твори опублікував у «Літературно-науковому вістнику»:
- оповідання «Мені казали: ще молодий!» (1906);
- психологічна новела «Дора» (1907);
- поезія «Захмарилось небо» (1908).

Друкувався у часописах «Молода Україна», «Дзвін», «Шлях», «Музагет», «Шквал». Сам виконував ілюстрації до своїх літературних творів, писав критичні статті. Автор:
- збірки «Співи Землі» (1912, Чернігів);
- вінка сонетів (1918; опублікований у книзі Василя Чаплі «Сонет в українській поезії», Харків; Одеса, 1930);
- п'єс (зокрема «Легенда», 1920; «Плебейка»);
- мистецтвознавчих статей.

Переклав драму «Троянда і Хрест» Олександра Блока, окремі п'єси Оскара Вайлда. Писав твори для дітей, зокрема збірки казок і оповідань:
- «Ох» (1908, Чернігів);
- «Казки» (1920, Чернігів);
- «Дрімайлики» (1923, Чернігів);
- «Прийшла зима» (1927, Харків);
- «Годинник: Сценка-забава» (1928, Харків).

Написав спогади про Лесю Українку, Івана Франка, Михайла Коцюбинського.

## Вшанування пам'яті
2016 року в Каховці вулицю Свердлова перейменували на вулицю Михайла Жука. 2018 року, там же, відкрито меморіальну дошку на будинку, де художник провів дитячі роки (нині — клінічна лабораторія районної лікарні).
24 червня 2021 року Каховська міська рада прийняла рішення про започаткування Премії з літератури, краєзнавства та мистецтв імені Михайла Жука. Встановлено розмір однієї премії — 5 тис. грн. Планується три номінації: література, краєзнавство, мистецтво.
У місті Одеса перейменували вулицю Новгородську на вулицю Михайла Жука.